# علي التميمي (عالم)
علي التميمي (من مواليد 14 ديسمبر 1963 - واشنطن) هو عالم أحياء أمريكي من أصل عراقي، أدين بالتحريض على الخيانة لمساهمته بتقديم خدمات لصالح طالبان. وحُكم عليه بالسجن المؤبد في عام 2005، ثم في عام 2020 أمرت المحكمة بالإفراج عنه بشرط أن يكون تحت الإقامة الجبرية.

## حياته
ولد علي التميمي في عام 1963، ونشأ في حي باليسيدز بواشنطن العاصمة، ثم ألتحق بمدرسة جورج تاون النهارية حتى سن الخامسة عشرة. كان والده محامياً يعمل في سفارة المملكة العراقية آنذاك، وكانت والدته أخصائية صحة نفسية، وحاصلة على شهادة الدكتوراة في علم النفس.
وفي عام 1978 سافرت العائلة إلى الرياض بالمملكة العربية السعودية لمدة عامين لكي يتعرف الأولاد على تراثهم الإسلامي، بعدها ألتحق بمدرسة منارة جدة الدولية لتعلم اللغة العربية، ثم درس تعاليم الدين الإسلامي في عهد الإمام بلال فيلبس. وتأثر بالسلفية.
ثم درس السلفية لمدة عام في الجامعة الإسلامية بالمدينة المنورة وأصبح تلميذ عبد العزيز بن باز. وتأثر بالمفكرين مثل سيد قطب وسفر الحوالي ومحمد سرور.
وفي عام 1988 عاد إلى الولايات المتحدة، ليحصل على الدرجة الجامعية الثانية والدكتوراة في علوم الحاسوب من جامعة ميريلاند، ثم حصل على درجة الدكتوراة في البيولوجيا الحاسوبية من جامعة جورج ماسون عام 2004.

## الحكم
قبل محاكمته تمت إدانة مجموعة من الشبان المسلمين الذين وصفهم الادعاء بـ «شبكة فيرجينيا الجهادية» بتهم تتعلق بسفرهم إلى معسكر تدريب في باكستان لجماعة مسلحة تسمى (لشكر طيبة). والتي تم تصنيفها كمنظمة إرهابية في 26 ديسمبر 2001. تم تسميته في هذه القضية كمتآمر غير مدان. وفي 14 يوليو 2005 حُكم عليه بالسجن مدى الحياة.
وفي 27 أبريل 2020 قدم محامو التميمي طلبًا للإفراج عنه من السجن بحجة جائحة فايروس كورونا. وفي 1 سبتمبر 2020 تم الموافقة من قبل المحكمة إطلاق سراحه من سجن إيه دي إكس فلورنس، ووضعه تحت الإقامة الجبرية.